# Аїдин-Чилдир (аеропорт)
Аеропорт Аїдин-Чилдир (IATA: CII, ICAO: LTBD) (тур. Aydın Çıldır Havalimanı) — аеропорт, розташований на південний схід від міста Айдин, у провінції Айдин у Туреччині. 
20 червня 2012 року після публічного тендеру DHMI передала експлуатацію цього аеропорту Turkish Airlines на 20 років. 
З червня 2013 року діє Академія польотів Turkish Airlines. 